# Synagoga w Lublanie
Synagoga w Lublanie (słoweń. Sinagoga v Ljubljani) – synagoga znajdująca się w Lublanie, stolicy Słowenii. Jest obecnie jedyną czynną synagogą w kraju. Do czasu jej otwarcia Lublana była jedyną stolicą europejską nieposiadającą czynnego żydowskiego domu modlitwy.
Synagoga została założona w 2003 roku w siedzibie gminy żydowskiej w Lublanie. Jej uroczystego otwarcia dokonano 27 lutego; wówczas wniesiono nowe zwoje Tory, które zostały spisane specjalnie dla tej synagogi w Londynie i złożone w drewnianym Aron ha-kodesz. W tym samym czasie powołano na stanowisko naczelnego rabina Słowenii Ariela Haddada z Chabad-Lubavitch. Była to pierwsza tego typu uroczystość w kraju od czasu zakończenia II wojny światowej.
Obecnie społeczność żydowska w kraju liczy około 300 osób, które w większości mieszkają w stolicy kraju.